# Musée Barbey-d'Aurevilly
Pour les articles homonymes, voir Barbey d'Aurevilly (homonymie).
Le musée Barbey-d'Aurevilly est un musée consacré à l'écrivain Jules Barbey d'Aurevilly, situé à Saint-Sauveur-le-Vicomte.

## Historique
Le 28 juin 1925 est inauguré, dans le vieux château de Saint-Sauveur-le-Vicomte, un musée en l'honneur de l'écrivain. Fondé par Louis Yver, qui en sera le premier conservateur. Endommagé par les bombardements de la Seconde Guerre mondiale, il rouvre en avril 1956 au logis Robessard. Il déménage une troisième fois en 1989 et intègre la maison familiale de Saint-Sauveur.
On y trouve réunis la plupart des objets mobiliers et souvenirs ayant appartenu à Barbey d'Aurevilly, ainsi que plusieurs portraits dont l'un peint par William Haussoullier (vers 1845), et un autre (une copie) par Émile Lévy qui arbore dans l'angle droit du tableau les armoiries de Jules Barbey d'Aurevilly : d'azur à deux bars adossés d'argent et au chef de gueules chargé de trois besants d'or.

## Objets mobiliers
Parmi les objets déposés, on peut voir une cloche armoriée, datée de 1760, qui surmontait le porche du château du Quesnoy, à Saint-Sauveur-le-Vicomte, détruit complètement depuis 1925. Elle arbore les armes de Charles Le Fèvre marquis du Quesnoy : d'azur à la fasce d'or accompagnée de deux croix fleurdelysées d'or en chef et d'une rose d'argent en pointe », et de son épouse Jeanne Feydeau, « d'azur au chevron d'or accompagné de trois coquilles de même.